# 环纹华珊瑚蛇
环纹华珊瑚蛇（学名：Sinomicrurus annularis）一种分布于中国南方地区的陆生毒蛇，隶属于眼镜蛇科华珊瑚蛇属（带纹赤蛇属）。本种曾长期被视为中华珊瑚蛇（Sinomicrurus macclellandi）的同物异名。2021年，研究人员结合分子遗传变异、形态测量和比较解剖学资料进行分析，恢复了本种的有效性。

## 保护
本种于2023年被收录入《有重要生态、科学、社会价值的陆生野生动物名录》。